# Alex Lee
Alex Lee (Bristol, 1970. március 16. –) angol zenész. Több együttesben is játszott, mint billentyűs, gitáros.

## Pályafutása
Először a Bristol környéki The Blue Aeroplanes nevű rock'n'roll együttesben játszott, majd a Strangelove-ban kezdett játszani, végül 2001-ben a Suede-hoz került, ahol az együttes 2002-es lemezén, mint szerző is közre működött. A banda 2003 végi feloszlásáig itt játszott. 2006-tól Alex a Placebo élő koncertjein játszik.